# Deuteronomos alniaria
Deuteronomos alniaria is een vlinder uit de familie van de spanners (Geometridae). De wetenschappelijke naam werd gepubliceerd in 1758 door Carl Linnaeus in de tiende editie van Systema naturae.